# Габітоскопія
Габітоскопі́я або габітологія (від лат. habitus — «зовнішність» і грец. σκοπἐω — «розглядаю, спостерігаю»; грец. λόγος — «слово, вчення») — розділ криміналістики, що вивчає закономірності зміни зовнішніх ознак людини. Ці ознаки використовують для розшуку й ідентифікації осіб, створення оперативних і криміналістичних образів, формування банків особистої інформації, ведення реєстрації злочинців тощо.
Опис зовнішності проводять у певній послідовності — згори донизу, від загального до конкретного: загальна будова тіла, голова, волосся, шия, плечі, спина, кінцівки. Ознаки описують за такими характеристиками: розмір (великий, малий, середній), форма (кругла, квадратна, трикутна тощо), положення (виступальне, скошене, пряме) і колір (червоний, блідий). Особливі прикмети — це відмітні зовнішні ознаки, які можуть бути вродженими або набутими протягом життя і вирізняються розміром, розміщенням або кольором (наприклад, каліцтво, родимі плями, великий рот або ніс тощо).
Матеріальним відображенням зовнішнього вигляду людини є суб'єктивний портрет — матеріалізований уявний образ об'єкта (людини або предмета), що зберігся в пам'яті особи, яка раніше його спостерігала. Такий портрет може бути створений як самою особою (наприклад, свідком), так і іншими особами — слідчим, спеціалістом-криміналістом або художником — за свідченнями очевидця. В Україні суб'єктивні портрети розшукуваних злочинців використовують у вигляді малюнків, створених за описами потерпілих та свідків, а також у вигляді синтетичних портретів, виготовлених за допомогою фоторобота.

## Історія
Термінологію для опису зовнішніх ознак людини та систему їх опису вперше запропонував французький криміналіст Альфонс Бертільон у 1870-х роках, назвавши це словесним портретом.
У габітоскопії виділяють три основні види суб'єктивних портретів:
1. Мальовані портрети — застосовуються для розшуку й встановлення особи вже досить давно, хоча широкого поширення набули у 1950-х роках XX сторіччя.
2. Композиційно-фотографічні портрети (фотороботи) — створюються шляхом добору і поєднання зображень окремих елементів обличчя (фрагментів фотографій різних осіб). Першим фоторобот застосував французький криміналіст П'єр Шабо у 1952 році.
3. Композиційно-синтетично-мальовані портрети — поєднують риси попередніх двох методів, дозволяючи створити більш точний образ за змішаною технологією.

Впровадження новітніх методів габітоскопії із залученням сучасних комп'ютерних систем та інформаційних технологій у судово-експертну, слідчу та судову практику дозволяє досягти якісно нового рівня у криміналістичних дослідженнях зовнішності людини.